# أرشيبالد جيمس كامبل
أرشيبالد جيمس كامبل (بالإنجليزية: Archibald James Campbell)‏ هو عالم طيور أسترالي، ولد في 1853، وتوفي في 1929.